# 이브 (밴드)
이브(영어: EVE)는 보컬 김세헌을 주축으로 하는 대한민국의 록 밴드다. 현재 멤버는 보컬 김세헌, 프로듀서 겸 세컨보컬 G.고릴라, 기타리스트 박웅, 베이시스트 김건으로 구성되어 있다.

## 구성원
- 김세헌(보컬)
- G.고릴라(프로듀서, 세컨보컬, 키보드)
- 박웅(기타)
- 김건(베이스)

### 전 구성원 및 역대 라인업
- 1998년~2001년 - 김세헌(보컬), G.고릴라(프로듀서, 키보드, 서브보컬), 박웅(기타), 김건(베이스)
- 2002년 - 김세헌(보컬)
- 2003년~2006년 - 김세헌(보컬), 하세빈(기타), 정유화(기타), 김승주(베이스), 최민창(키보드)
- 2006년 - 김세헌(보컬), 하세빈(기타), 김승주(베이스)
- 2007년 - 김세헌(보컬), 최기호(기타), 이끼(베이스)
- 2010년 - 김세헌(보컬), 최기호(기타)
- 2010년 - 김세헌(보컬), 정유화(기타), 김승주(베이스)
- 2016년~ - 김세헌(보컬), G.고릴라(프로듀서), 박웅(기타), 김건(베이스), 신지(드럼) : 원년멤버 재결성

## 음반

### 정규 앨범
- 1st 『EVE』 (1998)
- 2nd 『Eros』 (1999)
- 3rd 『너에게로 날자...』 (2000)
- 4th 『Swear』 (2001)
- 5th 『EveR』 (2002)
- 6th 『Planet Eve』 (2003)
- 7th 『sEVEnth evening』 (2006)
- 8th 『Play Me』 (2007)

### 미니 앨범
- 1st 『Romantic Show』 (2017)
- 2nd 『그 시절, 그 소녀』 (2018)

### 라이브 앨범
- 1st 『The History Of Eve』 (2004)
- 2nd 『Killing Monday』 (2017)

### 싱글
- 1st 디지털 싱글 『Good Bye』 (2006)
- 2nd 디지털 싱글 『세상에 한걸음』 (2009)
- 1st CD 싱글 『Guy In Revolution』 (2010)
- 2nd CD 싱글 『Gloria』 (2010)
- 3rd 디지털 싱글 『멜로디』 (2016)

## 방송
- 2017년 《불후의 명곡 - 전설을 노래하다》
- 2018년 《투유 프로젝트 - 슈가맨》